# 左大玢
左大玢（1943年10月22日—），别名红辉，湖南长沙人，中国影视演员，湘剧演员，湖南省文联副主席。

## 生平

### 早年生活
1943年10月22日，左大玢出生在河南省荥阳县。父亲左宗濂是程潜的少将高参，曾担任汝县和荥阳县县长。母亲郑福秋是湘剧演员。大伯左霖苍是清末举人。她还有一个姐姐。
1954年，左大玢顺利考入湖南戏校并且选择了学习湘剧。
1956年，田汉带着13岁的左大玢等湘剧小演员去了北京，这是她第一次看到毛泽东。
1957年，左大玢毕业后被调入湖南省湘剧院做演员。
1959年，左大玢在长沙市湘江宾馆出演《生死牌》，台下的毛泽东看了之后请她跳舞。此次之后，每次毛泽东来长沙，都请她一起唱戏、跳舞和聊天。毛泽东还曾询问左大玢的名字的读音，以及她的家世，毛泽东问左宗棠是她什么人，左霖苍是他什么人，她告诉毛泽东，她的父亲叫左宗濂，是程潜的少将高参。
文革期间，左大玢因为父亲是程潜的部下而被戴上了“修正主义苗子”的帽子，并且下放到永州市道县的农村苦干了2年。
1973年，左大玢主演《园丁之歌》中的俞英，并且被北京电影制片厂拍成电影，但是江青认为：“这是一颗毒草！”随即对左大玢发难说：“左大玢演得像个少奶奶！”。
1973年8月4日，《人民日报》发表了《深入批判大毒草“园丁之歌”》，左大玢又被请进北京展览馆五千人大会作检讨，她用长沙话念完之后迅速离开了批斗现场。后来毛泽东看了该片之后说：“什么大毒草，毒在哪里？我看很好!”她被批斗的命运才得以改观。

### 出演观音
1976年，时年三十三岁的左大玢在湘剧《追鱼记》中扮演观音，导演杨洁看了之后很是赞赏，说以后有观音戏还将邀请他去。1982年，杨洁再次邀请左大玢出演《西游记》中的观音，每场57元，左大玢欣然答应。为了能够演好观音，她经常出入寺庙，看了上千个观音像，仔细端详观音的神态动作，才最终要出86版《西游记》中观音的庄严之相。

### 晚年生活
晚年的左大玢居住于长沙市韶山路上的华银园小区。 2003年起，她在湖南湘剧院和湖南艺术职业学院的湘剧学习班授课，培养湘剧后代接班人。

## 作品

### 湘剧电影
| 年份   | 中文名称 | 奖项                                                                           |
| ------ | -------- | ------------------------------------------------------------------------------ |
| 1959年 | 生死牌   |                                                                                |
| 1960年 | 断桥     | 湖南省青年演员会演优秀青年演员奖；湖南省委宣传部、省文化局“青年表演艺术家”称号 |
| 1973年 | 园丁之歌 |                                                                                |
| 1978年 | 郭亮     | 湖南省青年演员会演一等奖                                                       |
| 1982年 | 百花公主 | 湖南省青年演员会演优秀表演奖                                                   |
| 1986年 | 赠剑     | 湖南省青年演员会演优秀表演奖；中国现代戏演唱奖；第六届“梅花奖”                 |
| 1989年 | 杨赛风   | 湖南省青年演员会演优秀主演奖；长沙市“杜鹃花奖”最佳演员奖                       |
| 1997年 | 子血     | 湖南省新剧目调演中获“田汉奖”；文化部文华表演奖                                 |

### 电视剧
- 86版西游记，角色：观音
- 西游记续集，角色：观音

## 奖项荣誉
1990年，左大玢被授予“湖南省优秀中青年专家”称号。
1991年，左大玢享受中国政府特殊津贴。